# LL Cool J
LL Cool J, egentligen James Todd Smith, född 14 januari 1968 i Queens, New York, är en amerikansk rappare och skådespelare. 
LL Cool J slog igenom med låten "I Need a Beat" 1984. Låten "I Need Love" blev några år senare mycket uppmärksammad och kallades den första hiphop-balladen. Han har också gjort låtar som "HUSH"  och "The Boomin System". LL Cool J hade den första av hiphopens clashes med sin antagonist Kool Moe Dee under mitten av 1980-talet, och hans stora hit "Mama Said Knock You Out" är delvis ett frontalangrepp mot Kool Moe Dee.
LL Cool J är en förkortning och står för Ladies Love Cool James.

## Diskografi
- 1985 – Radio med låten I Want You
- 1987 – Bigger and Deffer
- 1989 – Walking with a Panther
- 1990 – Mama Said Knock You Out
- 1993 – 14 Shots to the Dome
- 1995 – Mr. Smith
- 1997 – Phenomenon
- 2000 – G.O.A.T.
- 2002 – 10
- 2004 – The DEFinition
- 2006 – Todd Smith
- 2008 – Exit 13
- 2013 – Authentic
- 2024 – The FORCE

## Filmografi
| År        | Titel                         | Roll                       | Noteringar                    |
| --------- | ----------------------------- | -------------------------- | ----------------------------- |
| 1985      | Krush Groove                  | Som sig själv              |                               |
| 1986      | Wildcats                      | Rappare                    |                               |
| 1991      | The Hard Way                  | Detektiv Billy, NYPD       |                               |
| 1992      | Toys                          | Kapten Patrick Zevo        |                               |
| 1995      | Out-of-Sync                   | Jason St. Julian           |                               |
| 1995-1999 | In The House                  | Marion Hill                |                               |
| 1997      | Touch                         | Som sig själv              | Cameo                         |
| 1998      | Caught Up                     | Roger                      |                               |
| 1998      | All That (TV)                 | Som sig själv              | Gästframträdande              |
| 1998      | Oz (TV)                       | Jiggy Walker               | Gästframträdande              |
| 1998      | Woo                           | Darryl                     |                               |
| 1998      | Halloween H20: 20 Years Later | Ronald "Ronny" Jones       |                               |
| 1999      | Deep Blue Sea                 | Sherman "Preacher" Dudley  |                               |
| 1999      | In Too Deep                   | Dwayne Gittens/God         |                               |
| 1999      | Any Given Sunday              | Julian Washington          |                               |
| 2000      | Charlies änglar               | Mr. Jones                  | Cameo                         |
| 2001      | Kingdom Come                  | Ray Bud Slocumb            |                               |
| 2002      | Rollerball                    | Marcus Ridley              |                               |
| 2003      | Deliver Us from Eva           | Raymond "Ray" Adams        |                               |
| 2003      | S.W.A.T.                      | Officer Deacon "Deke" Kaye |                               |
| 2004      | Mindhunters                   | Gabe Jensen                |                               |
| 2005      | Edison                        | Officer Rafe Deed          |                               |
| 2005      | Slow Burn                     | Luther Pinks               |                               |
| 2005      | House (TV)                    | Clarence                   | Gästframträdande              |
| 2006      | Last Holiday                  | Sean Williams              |                               |
| 2007      | The Man (TV)                  | Manny Baxter               |                               |
| 2007      | 30 Rock (TV)                  | Ridikulous                 | Gästframträdande              |
| 2008      | The Deal                      | Bobby Mason                |                               |
| 2009      | WWII in HD (TV)               | Shelby Westbrook           | Röst                          |
| 2009      | NCIS (TV)                     | Special Agent Sam Hanna    | Gästframträdande (2 episoder) |
| 2009–     | NCIS: Los Angeles (TV)        | Special Agent Sam Hanna    | en NCIS spin-off TV-serie     |